# Candy Candido

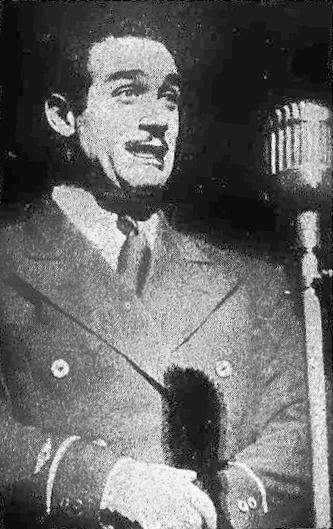
Candy Candido

Candy Candido, nome vero Jonathan Joseph Candido (New Orleans, 25 dicembre 1913 – Los Angeles, 19 maggio 1999), è stato un attore e doppiatore statunitense.

## Biografia
Iniziò la sua carriera negli anni trenta e la concluse attorno agli anni novanta. Nel corso della sua carriera doppiò soprattutto film della Disney. Sposato con l'attrice Anita Gordon, dalla quale ebbe quattro figli, morì nel sonno per cause naturali, nel 1999, a 85 anni. Oggi riposa nel cimitero cattolico di San Fernando a Mission Hills, California.

## Filmografia parziale
- Sadie McKee, regia di Clarence Brown (1934)
- Roberta, regia di William A. Seiter (1935)
- Broadway Gondolier, regia di Lloyd Bacon (1935)
- Il mago di Oz (1939) - voce
- Le avventure di Peter Pan (1953) - voce
- La bella addormentata nel bosco (1959) - voce
- Il libro della giungla (1967) - voce
- Robin Hood (1973) - voce
- Le avventure di Bianca e Bernie (1977) - voce
- Red e Toby nemiciamici (1981) - voce
- Basil l'investigatopo (1986) - voce

## Doppiatori italiani
- Nino Bonanni in Le avventure di Peter Pan (ed. 1953), La bella addormentata nel bosco
- Glauco Onorato in Le avventure di Peter Pan (ed. 1986), Robin Hood
- Mario Milita in Il mago di Oz (ed. 1982)
- Marco Bresciani in Basil l'investigatopo